# Миколаївка Друга (Куп'янський район)
Микола́ївка Друга —  село в Україні, у Куп'янському районі Харківської області. Входить до складу Кіндрашівської сільської громади. Населення становить 7 осіб.

## Географія
Село Миколаївка Друга знаходиться на відстані 1 км від села Миколаївка Перша. До села примикає невеликий лісовий масив (дуб).

## Історія
- 1817 - дата заснування як села Арсенівка Друга.
- 7 (20) листопада 1917 року, відповідно до Третього Універсалу Української Центральної Ради, увійшло до складу Української Народної Республіки[1].
- 1966 - перейменоване в село Миколаївка Друга.
- До 2020 року орган місцевого самоврядування — Просянська сільська рада.
- 12 червня 2020 року, відповідно до розпорядження Кабінету Міністрів України № 725-р «Про визначення адміністративних центрів та затвердження територій територіальних громад Харківської області», увійшло до складу Кіндрашівської сільської територіальної громади[2].